# Tipula (Trichotipula) repulsa
Tipula (Trichotipula) repulsa is een tweevleugelige uit de familie langpootmuggen (Tipulidae). De soort komt voor in het Nearctisch gebied.